# Cuisine finlandaise

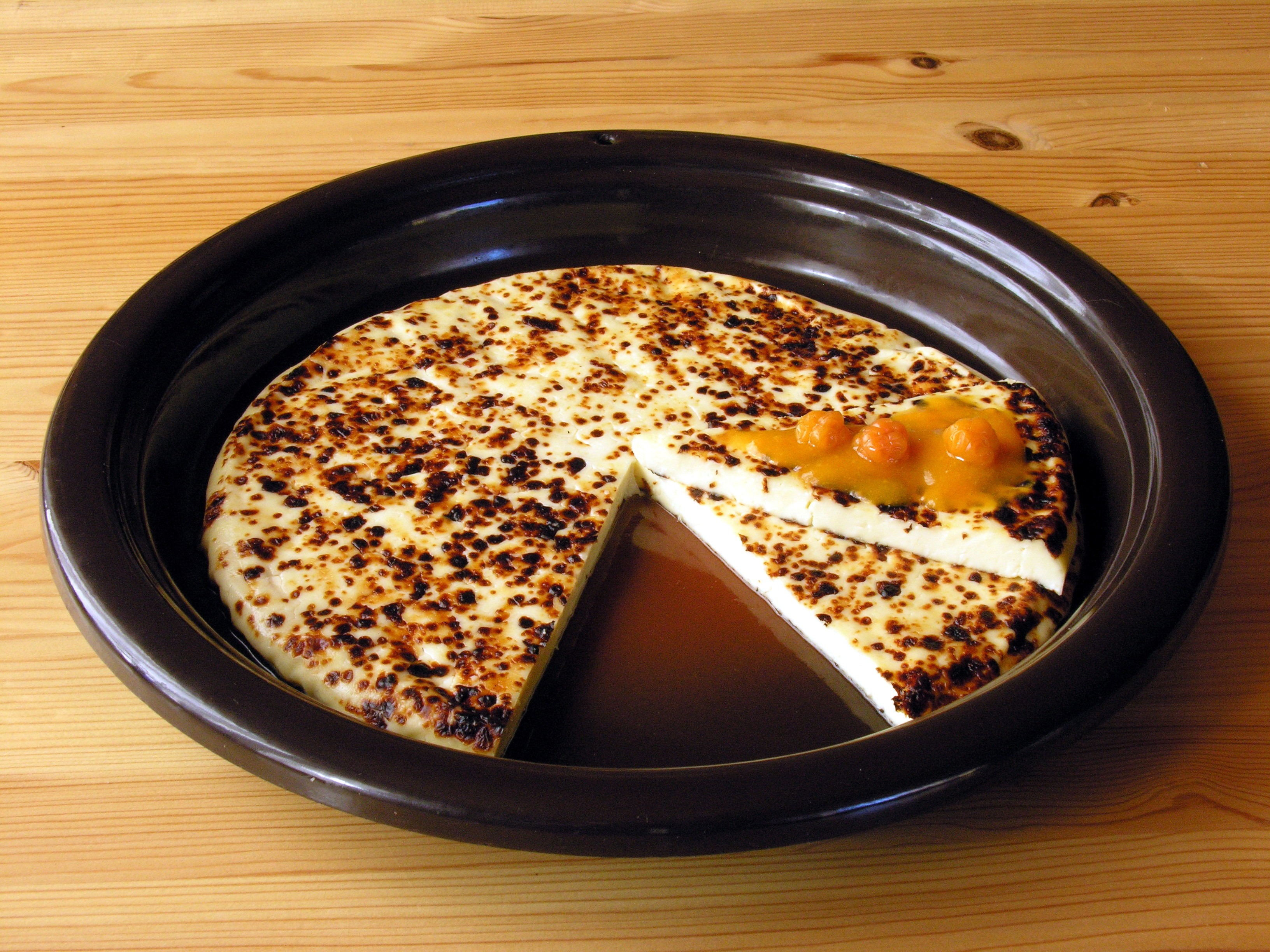
Du fromage de Kainuu et de la confiture de mûres des marais.

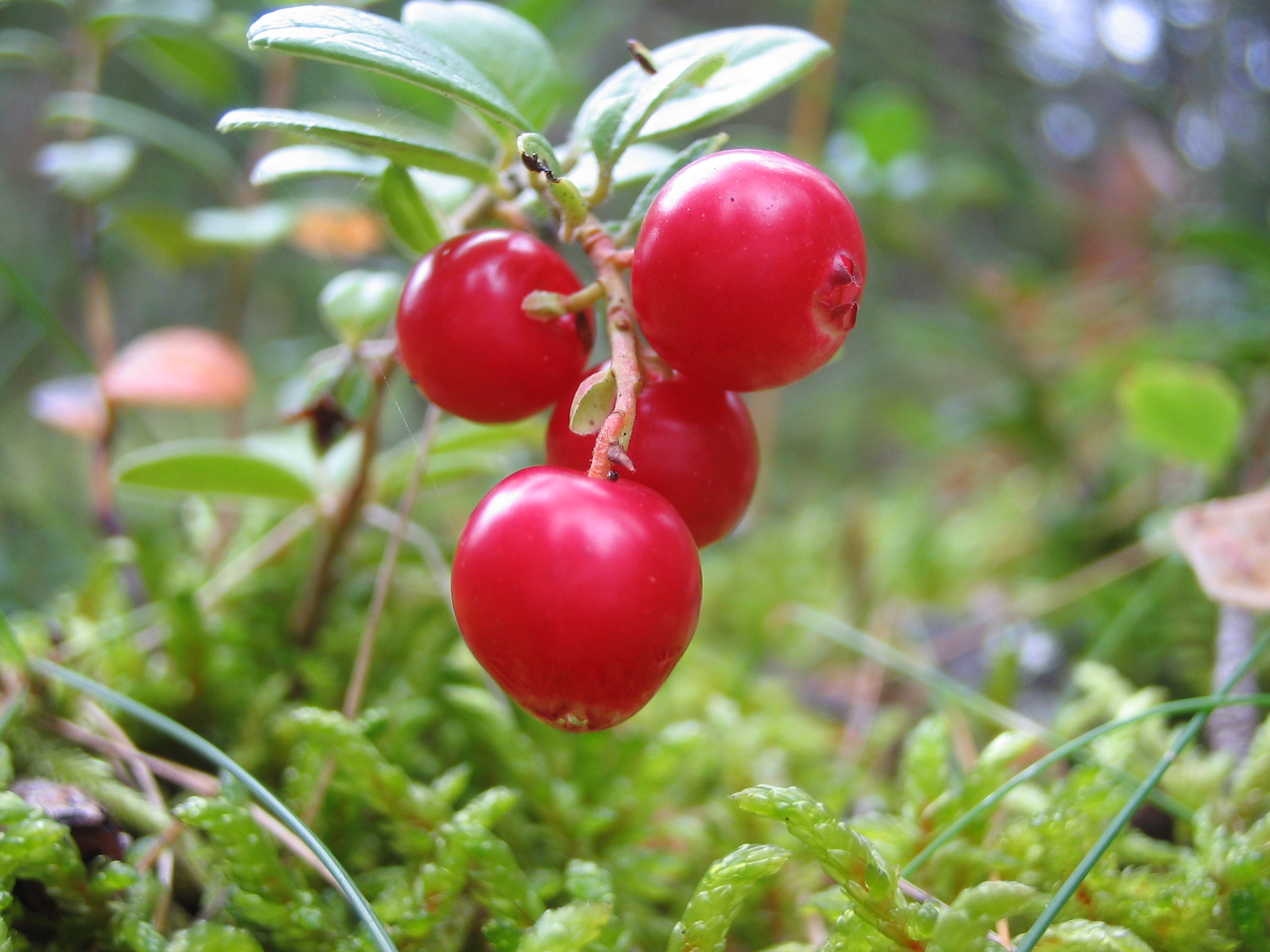
L’airelle rouge est une matière première habituelle dans la cuisine finlandaise.

La cuisine finlandaise traditionnelle a été fortement influencée par la cuisine suédoise, bien que surtout en Finlande orientale l’influence de la cuisine russe ait aussi été importante. À cause du climat rigoureux et le peu de membres de la haute société, l’alimentation en Finlande a consisté d’aliments peu raffinés mais énergétiques, préparés principalement des matières conservables durant l’hiver, comme les légumes-racines et le chou. L’utilisation des épices a traditionnellement été très modeste, à l’exception du sel. Pour quelques exceptions évidentes, au moins au château de Turku et à Vyborg, l’aristocratie mangeait des produits alimentaires importés et chers de style européen.
À cause du fait qu’au cours des décennies précédentes la cuisine est devenue une partie toujours plus importante de l’identité nationale, les plats traditionnels finlandais, ou au moins les matières premières utilisées, ont été adaptés pour en faire une cuisine exportable. Cette tendance s’appelle « la nouvelle cuisine finlandaise ».
Parmi les spécialités nationales, les chefs de grande renommée finlandais comme Eero Mäkelä ont reconnu exportables au moins le fromage de Kainuu (leipäjuusto en finnois), les mûres des marais, la viande de renne préparée de différentes manières, le poisson cru légèrement salé, les airelles rouges, les canneberges, le gibier à plumes, les champignons des bois, l’élan et l’ours. Ces matières premières sont assaisonnées d'herbes diverses et de matières disponibles dans la nature finlandaise, comme les baies de genièvre et les bourgeons de sapin. D’ailleurs, le plat préféré du maréchal Mannerheim, vorschmack, bien que d’origine étrangère, a été approuvé à la liste des mets exportables.

## Alimentation au quotidien en Finlande
Le régime quotidien des Finlandais ressemble à celui des autres pays industrialisés. Au quotidien, le repas ne contient généralement que le plat principal, parfois un dessert, mais les entrées sont rares, à moins qu’une salade d’accompagnement soit estimée comme telle. La majorité des Finlandais mangent des légumes journellement, fréquemment consommés frais en salade et râpés.
La source de glucides varie : les pommes de terre, les pâtes et le riz font tous partie du régime. On consomme beaucoup de pain, et on en prépare avec plusieurs genres de céréales (blé, seigle, avoine, orge). Les pains complets de seigle traditionnels, les pains de seigle jälkiuunileipä et diverses miches, parfois sucrées, sont toujours demandés, bien que de nouveaux pains soient aussi élaborés constamment.
La pulla, nisu ou pain à la cardamome, est un type de dessert ou pâtisserie aromatisé à la cardamome. Il est généralement servi tout au long de l'année comme accompagnement avec du café ou du thé. En Finlande, le pain à la cardamome est servie dans les cafétérias où sa qualité est considérée comme un signe de qualité de l'établissement.
Une quantité considérable de produits laitiers, dont certains fermentés, sont consommés. Le yaourt et le viili sont habituels du petit déjeuner et des collations ; la smetana et la kermaviili, une variante de crème aigre, sont utilisées en cuisine. Le lait caillé est consommé comme tel ou bien utilisé dans les boissons ou en pâtisserie.
En été, on mange des pommes de terre nouvelles. En Finlande, une pomme de terre arrachée depuis plus de deux jours perd son titre de « nouvelle » et on doit l’appeler pomme de terre primeur (varhaisperuna), puisque la nouveauté est considérée comme une qualité importante. Le début de la saison des écrevisses est toujours remarqué par les médias finlandais, bien que les écrevisses importées surgelées soient disponibles pendant toute l’année. Les fraises sont aussi dégustées en saison. Le chou, les champignons, le mouton et les œufs de poisson font partie des cuisines saisonnières. Les plats finlandais ont souvent des noms dialectaux assez amusants (par exemple tuuvinki, hotsi, tytinä…).

## Cuisines régionales

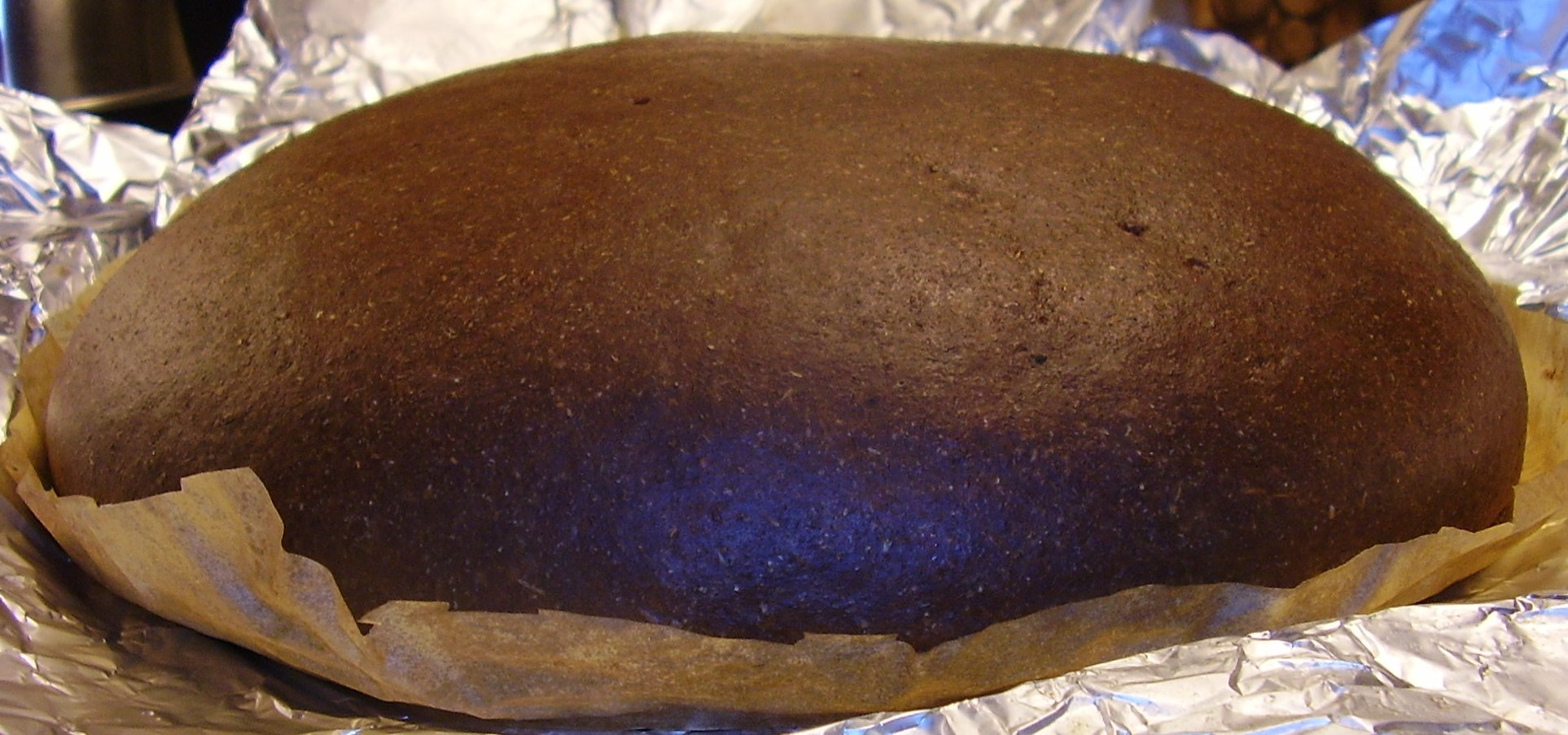
Le poisson en croûte de seigle, kalakukko, fait partie de la cuisine de la Savonie du Nord.

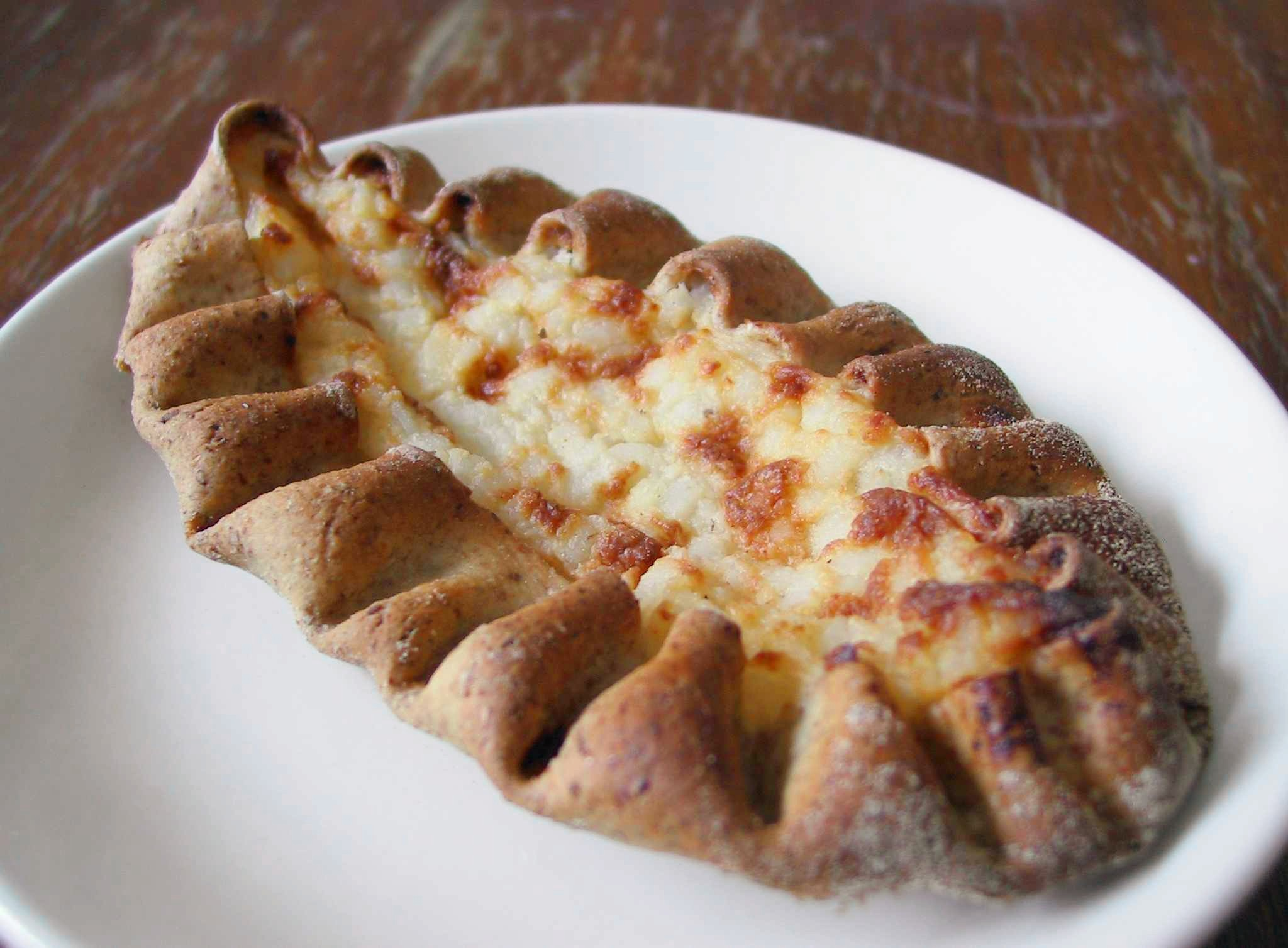
Un karjalanpiirakka.

Citée quelquefois comme la meilleure des cuisines finlandaises du point de vue international, la cuisine de Laponie comprend notoirement la viande de renne, le gibier, les mûres des marais et le fromage de Kainuu. La Savonie du Nord est notoire pour ses croûtes appelées kukko, dont la plus célèbre est le poisson en croûte de seigle, kalakukko. En Ostrobotnie du Sud, le lait caillé est beaucoup utilisé en cuisine, par exemple en soupes et en miches. La Finlande orientale est aussi connue pour ses pains. Les pirogues caréliennes au riz et à la pomme de terre, les sultsina (préparations en croûte) et le ragoût carélien appartiennent à la cuisine traditionnelle de la Carélie. Les spécialités de la Finlande méridionale consistent en pain de seigle, mämmi, champignons, baies, bœuf finlandais et plats de poisson. Le vorschmack mentionné ci-dessus fait partie des plats constituants la cuisine helsinkienne. La spécialité régionale de Häme est un gratin de pommes de terre aux matières sucrantes.

## Propos critiques
En 2001, le premier ministre italien Silvio Berlusconi a commenté le mauvais goût de la cuisine finlandaise. En 2005, c'est au tour du dirigeant européen Jacques Chirac de la critiquer lors d'une rencontre avec les chefs d'Etat allemand et russe,. Le chef célèbre écossais Gordon Ramsay a visité la Finlande à la fin d’octobre 2007 pour promouvoir son nouveau livre de cuisine Gordon Ramsay's Sunday Lunch and Other Recipes from The F Word ; pendant sa visite, il a goûté à des plats traditionnels finlandais et les a snobés,.
Auparavant, le régime quotidien des Finlandais a été critiqué par les experts santé, notamment par le Dr Pekka Puska à propos du projet Carélie du Nord, pour son déséquilibre nutritionnel, pour son manque de légumes et pour sa teneur élevée en sel et en cholestérol. Les études indiquent qu’un régime à teneur élevée en sodium (sel) cause de l’hypertension artérielle, et que les taux élevés de cholestérol LDL sont un facteur de risque des maladies cardio-vasculaires. En fait, un des nouveaux domaines de spécialité finlandais sont les produits alimentaires divers dits fonctionnels, aux effets anti-cholestérol.

## Plats traditionnels

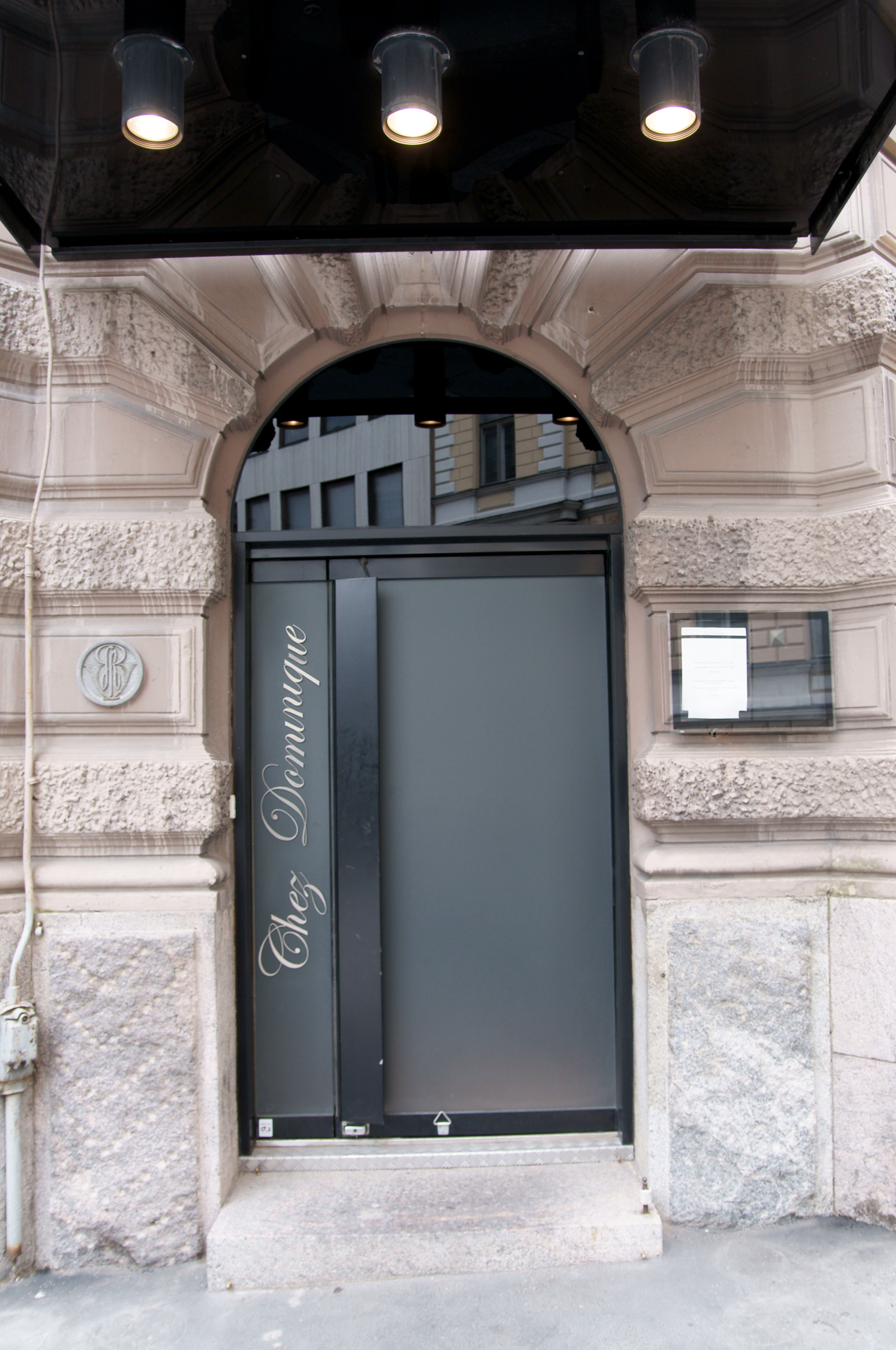
Restaurant Chez Dominique (1998-2013), seul restaurant finlandais à avoir obtenu deux étoiles Michelin.

#### En français
- Sami Malila, Le Livre de cuisine des Moomins. Initiation à la cuisine finlandaise, Poitiers, Le Lézard Noir, 2008 (ISBN 978-2-353-48009-8).
- Eero Mäkelä et al., Nouvelles saveurs finlandaises, Helsinki, Otava, 1995 (ISBN 951-1-13813-8).
- Liisa Rasimus, Sous le soleil de minuit. Liisa cuisine et raconte, Helsinki, Ajatus kirjat, 2005 (ISBN 951-20-6862-1).

#### En anglais
- Anja Hill, The Food & Cooking of Finland: Traditions, ingredients, tastes and techniques in over 60 classic recipes, Londres, Aquamarine, 2007 (ISBN 978-1-903141-44-1).
- Hese Hyvärinen, A Survival Guide to Finnish Cuisine for Businesspeople, Helsinki, Yrityskirjat, 2000 (ISBN 952-9660-27-8).
- Tuula Kaitila et al., The Sauna Cookbook: Food for body and soul, Beaverton, Aspasia Books, 2004 (ISBN 0-9731053-5-6).
- Tero Kallio et Kimmo Saira, Simply Scandinavian: Travelling in time with Finnish cuisine and nature, Helsinki, Raikas, 2008 (ISBN 978-952-99962-1-6).
- Eero Mäkelä, Finnish Cuisine à la Eero Mäkelä, Helsinki, Otava, 1992 (ISBN 951-1-12087-5).
- Beatrice Ojakangas, The Finnish Cookbook, New York, Crown Publications, éd. révisée 1989 (1re éd. 1966) (ISBN 0-517-50111-2).
- Taimi Previdi, The Best of Finnish Cooking, New York, Hippocrene Books, 1995 (ISBN 0-7818-0493-0).
- Anna-Maija Tanttu, Northern Flavours: Food from Finland, Helsinki, Otava, 2007 (ISBN 978-951-1-20754-2).